# 1199 в Україні
1199 в Україні — це перелік головних подій, що відбулись у 1199 році на території сучасних українських земель. Також подано список відомих осіб, що народилися та померли в 1199 році. Крім того, зібрано список пам'ятних дат та ювілеїв 1199 року.

## Події

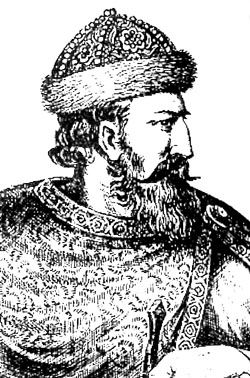
Засновник єдиного Галицько-Волинського князівства волинський князь Роман Мстиславович Великий

- Зайняття волинським князем Романом Мстиславовичем Великим міста Галича та всього Галицького князівства після смерті останнього галицького князя з роду Ростиславичів Володимира, сина Ярослава Осмомисла. Започаткування єдиного Галицько-Волинського князівства[1].

## Особи

### Призначено, звільнено
- Волинський князь Роман Мстиславич почав княжити в Галицько-Волинському князівстві (до 1205 року).

### Померли
- Володимир Ярославич — галицький князь з династії Рюриковичів, останній з гілки роду — Ростиславичів галицьких. (нар.. бл. 1151).
- Ярослав Мстиславич (Красний) — князь переяслав-залєський (1176—1187), новгородський (1176), волоколамський (1177—1178) і переяславський (1187—1199), син князя Мстислава Юрійовича і онук Юрія Долгорукого.
- 25 грудня — Ілона Угорська (угор. Magyarországi Ilona) — угорська принцеса з династії Арпадів, донька короля Угорщини Гези II та київської княжни Єфросинії Мстиславівни, дружина герцога Австрії та Штирії Леопольда V. (нар.. бл. 1145).

## Пам'ятні дати та ювілеї
- 325 років з часу (874 рік):
  - другого походу князя Аскольда до Константинополя: було укладено мирну русько-грецьку угоду без облоги столиці Візантійської імперії[2][3]
- 175 років з часу (1024 рік):
  - жовтень — Листвинської битви між найманцями-варягами великого князя київського Ярослава Мудрого та чернігівсько-тмутороканською дружиною його брата князя Мстислава Володимировича Хороброго в якій переміг Мстислав та зберіг владу в Чернігівських землях[4].
- 100 років з часу (1099 рік):
  - битви в урочищі Рожне Поле (поблизу нинішнього міста Золочева Львівської області) в ході міжусобної війни на Русі в 1097—1100 роках, коли об'єднана галицька дружина Володаря та Василька Ростиславичів здобула перемогу над військом київського князя Святополка Ізяславича, поклавши край претензіям Києва на галицькі землі[5].
- 75 років з часу (1124 рік):
  - поділу Галичини між князями Васильковичами, з роду Василька Ростиславича, та Володаревичами.
- 50 років з часу (1149 рік):
  - захоплення Києва суздальським князем Юрієм Довгоруким[6][7][8] у ході міжусобної війни на Русі 1146-1154 років[9][10].
- 25 років з часу (1174 рік):
- зайняття київського престолу смоленським князем Романом Ростиславичем[11], обіймав до 1176 року.

### Міст, установ та організацій
- 300 років з часу (899 рік):
  - заснування поселення Лтава, відомого зараз як місто Полтава[12][13]
- 25 років з часу (1174 рік):
  - 12 липня - першої письмової згадки про місто Полтава[14], коли в Іпатіївському літописі було описано укріплення на ріці Лтаві[15].

### Видатних особистостей

#### Народження
- 175 років з часу (1024 рік):

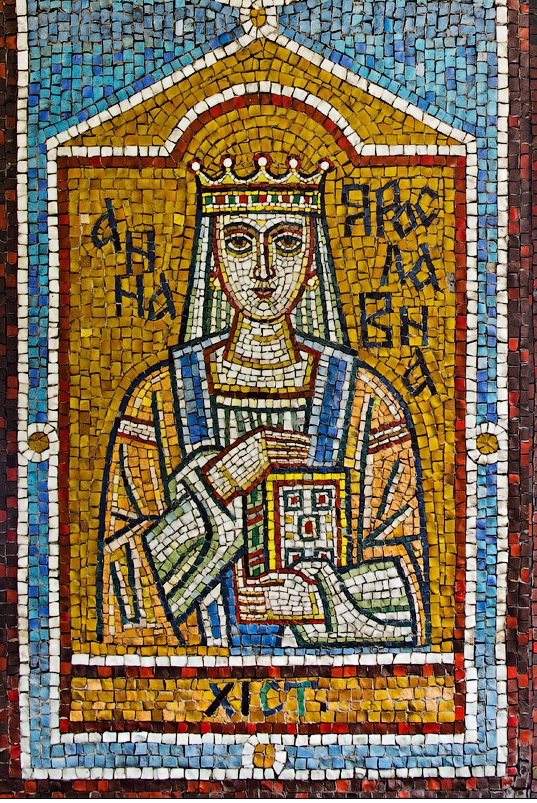
донька князя Ярослава Мудрого Анна Ярославна (1024—1079)

  - народження Анни Ярославни — королеви Франції (1051—1060 рр.); доньки князя Ярослава Мудрого і шведської принцеси Інгігерди, другої дружини французького короля Генріха I Капета. (пом.. 1079)[16].
  - народження Ізясла́ва Яросла́вича — Великого князя київського (1054—1068, 1069—1073, 1077—1078)[17]. Зять польського короля Мешка ІІ (з 1043)[17]. (пом.. 1078).

#### Смерті
- 150 років з часу (1049 рік):
  - смерті Феопемпта — Митрополита Київського і всієї Русі.
- 125 років з часу (1074 рік):

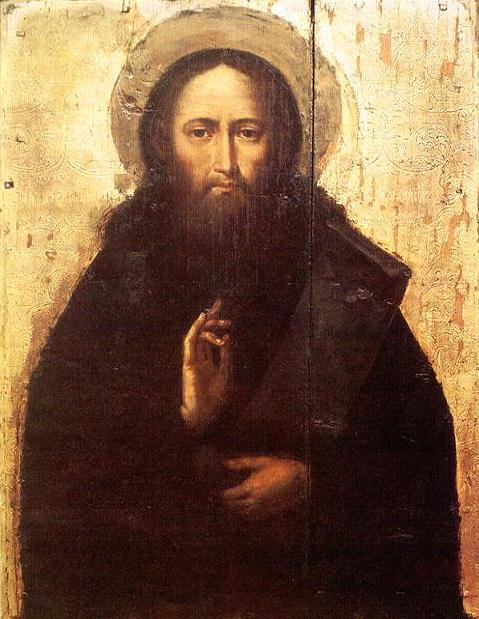
Ікона Феодосія Печерського

- - смерті Анастасії Ярославни — королеви Угорщини (1046—1061 рр.), дружини короля Андрія I; донька Ярослава Мудрого та Інгігерди. (нар.. 1023).
  - 3 травня — смерті Феодосія Печерського — ігумена Києво-Печерського монастиря, одного з основоположників чернецтва на Русі. (нар.. бл. 1009).
- 100 років з часу (1099 рік):
  - 12 червня — смерті Мстислава (Мстиславця) Святополковича — князя володимирського, ймовірно старшого сина Великого князя київського Святополка Ізяславича"[18].
- 75 років з часу (1124 рік):
  - 28 лютого — смерті Василька Ростиславича[19]) — теребовлянського князя, який разом з братами Рюриком та Володарем — один із засновників незалежного Галицького князівства. (нар.. бл. 1066).
  - 19 березня — смерті Волода́ра Ростиславича — князя звенигородського (1085—1199) та перемиського (1092—1199) з династії Рюриковичів.